# Comarca de Campo Grande
A Comarca de Campo Grande capital tem como sede a cidade com o mesmo nome, no estado de Mato Grosso do Sul.
A comarca de é criada em 1910 e seu primeiro juiz de direito foi Arlindo de Andrade Gomes. Seu primeiro promotor público, Tobias de Santana.